# ورزشگاه بانکیاو
ورزشگاه بانکیاو (به لاتین: Banqiao Stadium) یک ورزشگاه در تایوان است که در Banqiao District واقع شده‌است.